# Formati papira
Formati papira određuju oblik i veličinu papira u listovima. Duljine su stranica standardnoga formata pravokutne i odnose se kao 1 : √2̅ (1 : 1,414). Kao osnovni uzima se format A, koji počinje formatom A0, površine 1 m², pa su duljine njegovih stranica 841 mm × 1189 mm. Od njega se izvode sve ostale mjere za arak papira. Postoje i dopunski formati B, C i D. Svaki format ima po 12 razreda. Manji se formati dobiju polovljenjem dulje stranice većega formata istoga razreda. Za format B0 dimenzije su 1000 mm × 1414 mm, a za format C0 917 mm × 1297 mm, po veličini između formata A i B. Najmanji je format D.

## Oblik i veličina papira
Oblik i veličina papira rezanog u listove izražava se formatima papira. Formati su uvjetovani širinom proizvodnih strojeva u grafičkoj industriji i industriji papira, te ekonomskim, praktičnim i estetskim čimbenicima. Nekada je prilikom ručne izrade papira format ovisio o veličini i obliku ručnog sita. Kasnije su formate papira određivali pojedini proizvođači papira, pa je bilo više različitih i međusobno neusklađenih formata. Dogovorom njemačkih proizvođača papira postignutim 1883. bilo je određeno 12 formata, koji su se tada počeli mnogo primjenjivati. U njemačkoj i u nekim drugim europskim zemljama uvedeni su 1920. standardni formati, koji se od tada primjenjuju i u našoj zemlji u grafičkoj industriji i industriji papira. 
Današnji standardni formati papira imaju oblik pravokutnika, a njihova se veličina izražava duljinom stranica (u mm). Duljine stranica standardnog formata odnose se međusobno kao 1 : √2̅, to jest kao stranica kvadrata prema svojoj dijagonali. Duljina manje stranice m odnosi se prema većoj M kao veća stranica prema dvostrukoj duljini manje stranice:
{\displaystyle {\frac {m}{M}}={\frac {M}{2\cdot m}}\ }
Iz toga slijedi da se raspolavljanjem ili sastavljanjem dvaju listova standardnog formata uzduž njihovih duljih stranica dobije ponovno format jednakih proporcija. 
Formati papira svrstavaju se u nekoliko redova. Osnovni red formata nosi oznaku A uz koju se, već prema veličini pojedinog formata, stavljaju i brojevi. Početni format A0 izabran je tako da mu je površina 1 m2, pa mu stranice moraju iznositi 841 mm ∙ 1189 mm. Manji formati dobiveni raspolavljanjem po duljoj stranici nose oznake s rastućim brojevima. Osim osnovnog reda formata A, određeni su i takozvani zavisni redovi formata B, C i D, koji se često primjenjuju za omotnice, mape, fascikle i slično. Red formata B određen je tako da duljina manje stranice njegova početnog formata B0 iznosi 1000 mm. Red formata C nalazi se po svojoj veličini između redova formata B i A, dok je red formata D najmanji.
| Format   | A format | A format | B format | B format | C format | C format |
| Veličina | mm × mm | in × in | mm × mm | in × in | mm × mm | in × in |
| -------- | --- | --- | --- | --- | --- | --- |
| 0        | 841 × 1189 | 33.1 × 46.8 | 1000 × 1414 | 39.4 × 55.7 | 917 × 1297 | 36.1 × 51.1 |
| 1        | 594 × 841 | 23.4 × 33.1 | 707 × 1000 | 27.8 × 39.4 | 648 × 917 | 25.5 × 36.1 |
| 2        | 420 × 594 | 16.5 × 23.4 | 500 × 707 | 19.7 × 27.8 | 458 × 648 | 18.0 × 25.5 |
| 3        | 297 × 420 | 11.7 × 16.5 | 353 × 500 | 13.9 × 19.7 | 324 × 458 | 12.8 × 18.0 |
| 4        | 210 × 297 | 8.27 × 11.7 | 250 × 353 | 9.84 × 13.9 | 229 × 324 | 9.02 × 12.8 |
| 5        | 148 × 210 | 5.83 × 8.27 | 176 × 250 | 6.93 × 9.84 | 162 × 229 | 6.38 × 9.02 |
| 6        | 105 × 148 | 4.13 × 5.83 | 125 × 176 | 4.92 × 6.93 | 114 × 162 | 4.49 × 6.38 |
| 7        | 74 × 105 | 2.91 × 4.13 | 88 × 125 | 3.46 × 4.92 | 81 × 114 | 3.19 × 4.49 |
| 8        | 52 × 74 | 2.05 × 2.91 | 62 × 88 | 2.44 × 3.46 | 57 × 81 | 2.24 × 3.19 |
| 9        | 37 × 52 | 1.46 × 2.05 | 44 × 62 | 1.73 × 2.44 | 40 × 57 | 1.57 × 2.24 |
| 10       | 26 × 37 | 1.02 × 1.46 | 31 × 44 | 1.22 × 1.73 | 28 × 40 | 1.10 × 1.57 |
| i        | {\displaystyle \left(\alpha _{A}\cdot 2^{-{\frac {i+1}{2}}}\right)\times \left(\alpha _{A}\cdot 2^{-{\frac {i}{2}}}\right),} {\displaystyle \alpha _{A}=1000\,{\text{mm}}\cdot {\sqrt[{4}]{2}}} | {\displaystyle \left(\alpha _{A}\cdot 2^{-{\frac {i+1}{2}}}\right)\times \left(\alpha _{A}\cdot 2^{-{\frac {i}{2}}}\right),} {\displaystyle \alpha _{A}=1000\,{\text{mm}}\cdot {\sqrt[{4}]{2}}} | {\displaystyle \left(\alpha _{B}\cdot 2^{-{\frac {i+1}{2}}}\right)\times \left(\alpha _{B}\cdot 2^{-{\frac {i}{2}}}\right),} {\displaystyle \alpha _{B}=1000\,{\text{mm}}\cdot {\sqrt {2}}} | {\displaystyle \left(\alpha _{B}\cdot 2^{-{\frac {i+1}{2}}}\right)\times \left(\alpha _{B}\cdot 2^{-{\frac {i}{2}}}\right),} {\displaystyle \alpha _{B}=1000\,{\text{mm}}\cdot {\sqrt {2}}} | {\displaystyle \left(\alpha _{C}\cdot 2^{-{\frac {i+1}{2}}}\right)\times \left(\alpha _{C}\cdot 2^{-{\frac {i}{2}}}\right),} {\displaystyle \alpha _{C}=1000\,{\text{mm}}\cdot {\sqrt[{8}]{8}}} | {\displaystyle \left(\alpha _{C}\cdot 2^{-{\frac {i+1}{2}}}\right)\times \left(\alpha _{C}\cdot 2^{-{\frac {i}{2}}}\right),} {\displaystyle \alpha _{C}=1000\,{\text{mm}}\cdot {\sqrt[{8}]{8}}} |